# Christian Joachim Hugo von Bernstorff

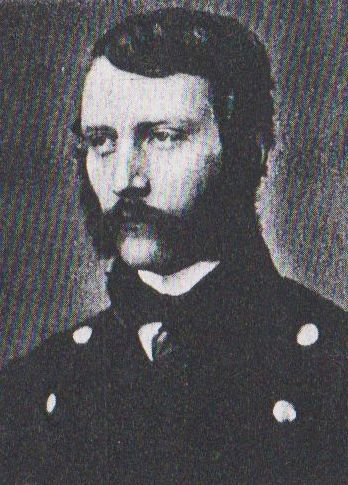
Joachim v. Bernstorff (1863)

Christian Joachim Hugo Friedrich Karl Graf von Bernstorff – Joachim von Bernstorff (* 31. Mai 1834 in Wedendorf; † 22. Juli 1901 in Gartow) war ein deutscher Gutsbesitzer und Klosterhauptmann in Mecklenburg.

## Leben

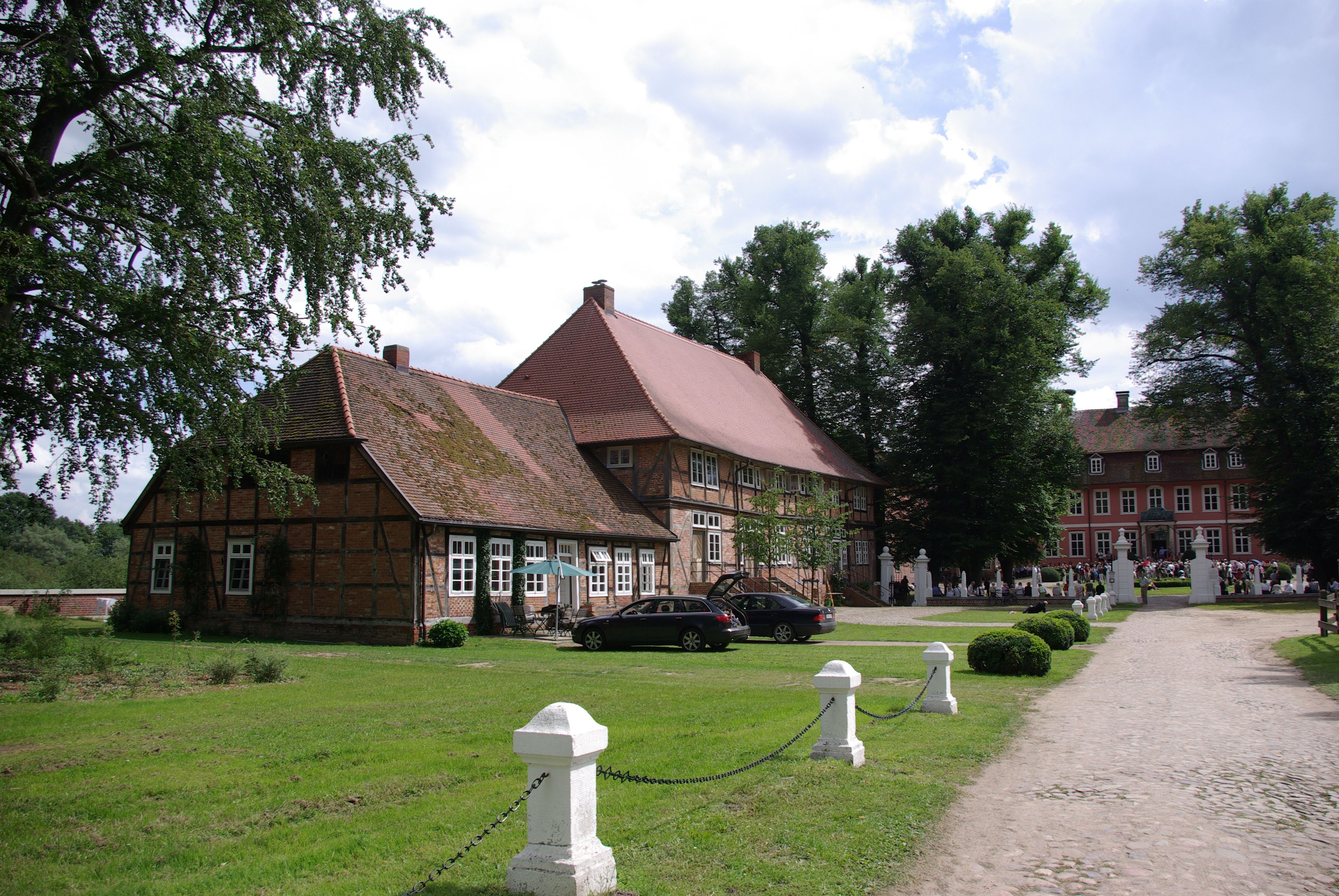
Schloss Gartow (2011)

Joachim von Bernstorffs Eltern waren der Graf Bechtold von Bernstorff, Landrat und Mitglied des Reichstags, und dessen Ehefrau, die Gräfin Thekla Dorette Caroline von Bibra a. d. H. Irmelshausen. Zur Welt kam er in Wedendorf, obwohl seine Eltern dort nie wohnten. Berthold von Bernstorff war sein Bruder. Zeitweilig wohnten die Großeltern in Wedendorf. Joachim verbrachte seine Kindheit im Wendländischen Gartow. Es folgte eine militärische Laufbahn bei den Garde-Kürassieren der Hannoverschen Armee. Als Rittmeister im Generalstab nahm er um 1866 seinen Abschied.
Am 8. August 1863 heiratete er in Cannstatt Adelheid Georgine Emilie Freiin von dem Bussche-Ippenburg, die am 7. Dezember 1837 auf Schloss Hackhausen geborene Tochter von Friedrich Wilhelm Julius Graf von dem Bussche-Ippenburg genannt von Kessel und Thora Charlotte Auguste Gräfin von Bernstorff, der ältesten Tochter Christian Günthers. Adelheid war dadurch eine Kusine dritten Grads von Joachims Vater. Von 1863 bis 1865 lebte die Familie in Hannover, da seine Frau Hofdame bei der Königin Marie von Hannover war.
Nach der Annexion Hannovers durch Preußen 1866 zog die welfisch gesinnte Familie nach Mecklenburg. 1867 in Bernstorf, verlegte er 1868 seinen Wohnsitz nach Ventschow. Von seinem Vater erhielt er 1868 die Güter Wahrstorf im Amt Grevesmühlen und Ventschow im Amt Mecklenburg. Von 1870 bis 1882 wohnte die Familie von Bernstorff im Amtshaus des Klosterhauptmanns im Kloster Dobbertin. Danach zogen sie nach Gartow. 1890 übernahm er nach dem Tod seines Vaters das Familienfideikommiss in Gartow. Bernstorff verstarb 1901 wenige Wochen nach seinem 67. Geburtstag in Gartow. Georg von Rotenhan war sein Schwager.

## Kinder

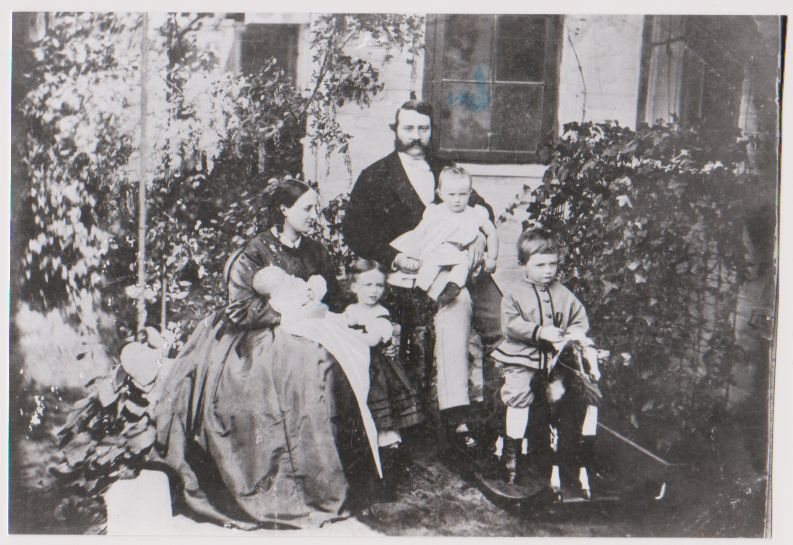
Joachim v. Bernstorff und seine Familie (1869)

Aus der Ehe gingen sechs Kinder hervor:
- Christian Günther (* 14. Mai 1864 in Hannover; † 10. April 1937 auf Gartow), war nach seinem Studium Großherzoglich mecklenburgischer Amtsverwalter und ab 1901 Fideikommissherr auf Gartow mit Wohnsitz im Forsthaus.
- Anna Elisabeth (* 14. April 1865 in Hannover; † 26. Dezember 1869 in Dobbertin)
- Andreas Gottlieb (* 26. Januar 1867 in Bernstorf; † 5. Dezember 1956 auf Gartow), verheiratet mit Mathilde Freiin von Dincklage, Tochter des kaiserlichen Reichsgerichtsrates Ferdinand Freiherr von Dincklage.
- Hedwig Auguste (* 22. Februar 1868 in Ventschow; † 1938 in Eisenach) lebte in Schnackenburg und danach in Aulosen in der Altmark.
- Marie Henriette Margarete Clara (* 10. November 1870 in Dobbertin; † 14. Februar 1938 in Eisenach). Schon einen Tag nach ihrer Geburt ließ sie ihr Vater als damaliger Klosterhauptmann im Damenstift des Klosters Dobbertin unter Nr. 1597 mit Vorlage des Ahnennachweises einschreiben.[4][5] Sie blieb unverheiratet, lebte in Dobbertin, Gartow, Quarnstedt, Schnackenburg und Eisenach und hatte als Dame zur vollen Hebung durch das Kloster Dobbertin eine gesicherte Rente.[6]
- Konrad Theodor (* 20. Juni 1874 in Dobbertin). Er starb jung.[7]

## Klosterhauptmann im Kloster Dobbertin

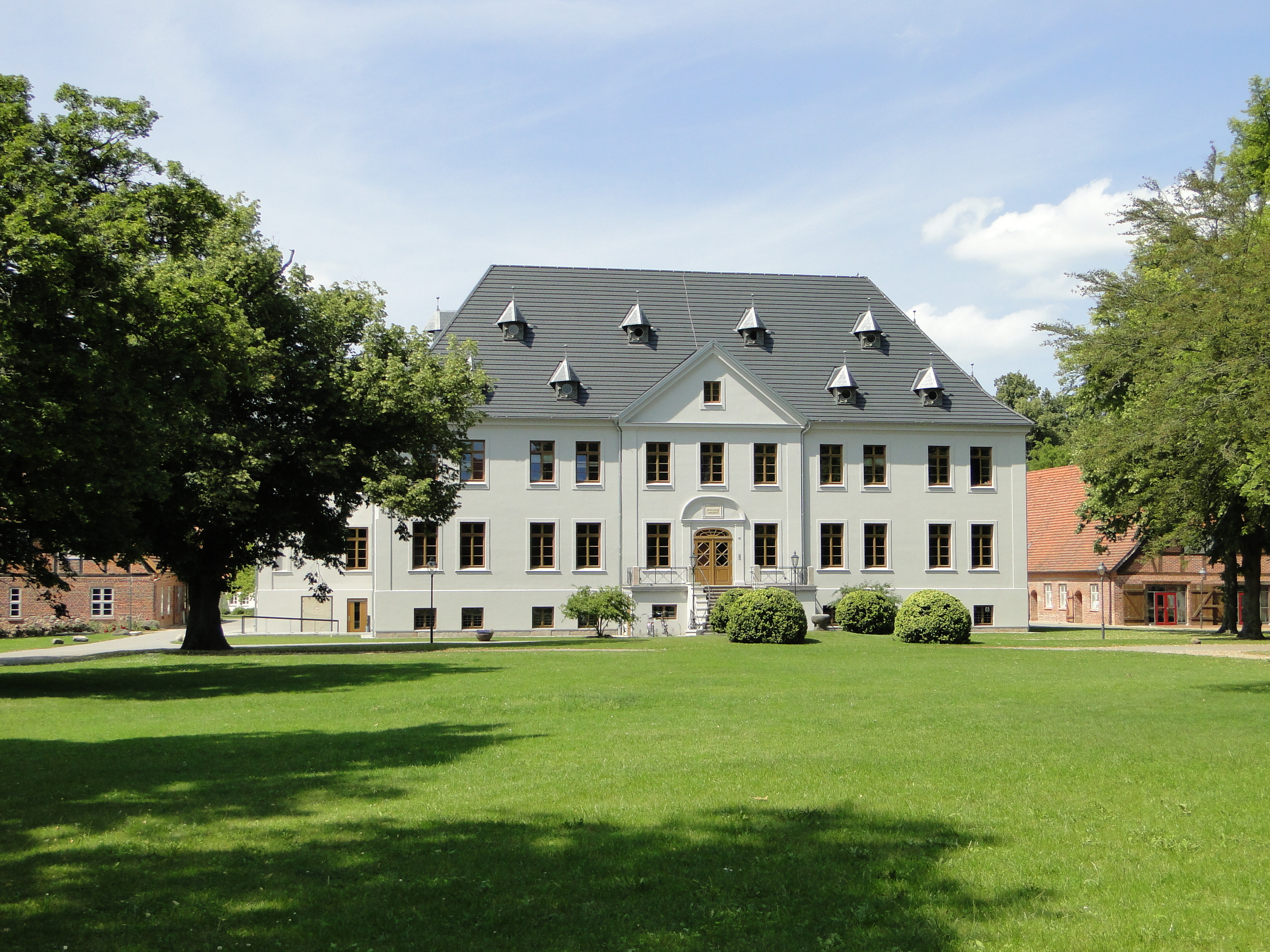
Amtshaus des Klosterhauptmanns im Kloster Dobbertin (2011)

Joachim Graf von Bernstorff war von 1870 bis 1882 Klosterhauptmann im Kloster Dobbertin. Das Klosteramt Dobbertin mit dem adligen Damenstift war eines der größten und reichsten Wirtschaftsunternehmen in Mecklenburg. Auf dem Landtag zu Sternberg wurde am 2. Dezember 1869 der erst 35-jährige Graf Bernstorff zum neuen Klosterhauptmann gewählt. Er bekam 50 Stimmen, Herr von Schack auf Retgendorf nur 44 Stimmen. Die feierliche Amtseinführung fand am 7. Februar 1870 vor den versammelten Damen im Chorsaal des Klosters statt. Die Aufgabe, ihn angemessen vorzustellen, war dem Provisor Oberstleutnant Heinrich von Bülow auf Camin zugefallen. Ganz einhellig war die Zustimmung zu Bernstorffs Wahl wohl nicht gewesen; denn der ältere und dafür zuständige Provisor, Landrat Josias Helmuth Albrecht von Plüskow auf Kowalz bei Tessin, hatte sich wegen eines „Unwohlseins“ entschuldigen lassen. Auch die aus Preußen stammende nun schon 91-jährige Domina Hedwig Elisabeth von Quitzow a. d. H. Severin und Gerdshagen ließ sich entschuldigen. Vertreten wurde sie durch die Priorin Helene von Lützow a. d. H. Groß Salitz. Der für diesen Posten berufene Graf Bernstorff wurde vom Küchenmeister Heinrich Schultz und vom Amtssekretär Ludwig Lierow begleitet, die für das Protokoll zuständig waren. Anschließend wurden im Gerichtszimmer im Amtshaus alle anwesenden Klosteramtsbediensteten, Landreiter als klostereigene Polizei, Förster und Dorfschulzen der Klosterdörfer zu Treue, Pflichterfüllung und dienstlichem Gehorsam gegenüber dem neuen Klosterhauptmann vereidigt. Dieser erhielt das Hauptgerichtssiegel als Attribut der Amtseinführung. Nach Ableistung des Diensteids wurden die Herren Beamten mittels Handschlag entlassen. Der Klosterhauptmann hatte nun als Geschäftsführer mit seinen Provisoren für sechs Jahre die Oberaufsicht über die gesamten Besitzungen des Klosteramtes und über das Klosteramtsgericht. Zum damaligen Klosterbesitz gehörten 25.122 Hektar Land, Wald, Wiesen und Seen mit zeitweise 132 Dörfern, 26 Gütern, 17 Pachthöfen, 12 Forstämtern, 19 Pfarrkirchen, 27 Schulen, 16 Mühlen, 13 Dorfkrüge, 6 Ziegeleien und Kalköfen, 3 Glashütten, Sägewerken, Schmieden, Meiereien sowie dem Klosterbauhof in Dobbertin zur Versorgung des adligen Damenstifts. Zur Ausführung seiner Amtsgeschäfte und Erreichbarkeit der Ortschaften und Güter hatte er im Pferdestall neben dem Amtshaus nur sechs Pferde zur Verfügung.
In seiner zwölfjährigen Amtstätigkeit hatte es der junge Klosterhauptmann auch mit den im Damenstift lebenden überwiegend recht betagten Konventualinnen nicht immer leicht. Neben Rivalitäten unter den Klosterdamen gab es auch mit ihm manch Ärgernis zu schlichten. Oft entschied Graf Bernstorff, ohne vorher die Frau Domina in die Entscheidung einzubeziehen oder sie davon in Kenntnis zu setzen. So bei dem verkauften Fleisch von einer mit Lungenseuche befallenen Kuh oder bei den strengen turnusmäßigen Wildlieferungen, besonders der Zuteilung der Rehziemer. Vor den Neuwahlen zum Klosterhauptmann lud Joachim von Bernstoff am 2. November 1881 den gesamten Konvent zum Dinner in den großen Saal des Amtshauses ein, doch mit Frau Domina kamen nur 14 der 32 Konventualinnen. Interessant waren die vielen schriftlichen Absagen von Unwohlsein über eine Erkältung bis zur lakonischen Verhinderung, die sich auf dem Rückmeldebogen an den Klosterhauptmann erhalten haben.
Doch in seiner Amtszeit wurden auch die Patronatskirchen – Dorfkirche Lohmen, Dorfkirche Sietow und Kirche Kogel – umfassend saniert. Der Lübzer Baukondukteur und spätere Schweriner Architekt Gustav Hamann errichtete ab 1880 an der südöstlichen Ecke der Klausurgebäude einen Anbau in historisierender Stilrichtung passend zur Architektur der Klosterkirche. Noch vor der Neuwahl des Klosterhauptmanns erhielten die Klosterdamen ihr gewünschtes Warmbadehaus mit einer Badeordnung vom Klosteramtsarzt Medizinalrat Dr. Havemann. Auf der Sternberger Landtagsversammlung am 16. November 1881 wurde der umstrittene Graf Bernstorff trotz seiner unzweifelhaften Verdienste um das Klosteramt Dobbertin nicht wieder zum Klosterhauptmann gewählt.

## Ungedruckte Quellen
Landeshauptarchiv Schwerin (LHAS)
- LHAS 3.2-3/1 Landeskloster/Klosteramt Dobbertin. Nr. Einschreibung adliger Damen in die Klosterliste 1867–1871.
- LHAS 3.2-3/1 Landeskloster/Klosteramt Dobbertin. Nr. 371b Einführung der Klosterhauptleute und Provisoren 1621–1921.
- LHAS 5.11-2 Landtagsprotokoll. 1869, 1870.